# Осгилиат

Руины Осгилиата во время Войны Кольца (кадр из кинотрилогии Питера Джексона «Властелин колец»)

Осгилиат (синд. Osgiliath) — в легендариуме Джона Роналда Руэла Толкина первая столица королевства Гондор. В переводе с синдарина название города означает «цитадель звёзд». Крепость на берегах Андуина. Основан Элендилом и его сыновьями Исилдуром и Анарионом в конце Второй Эпохи.

## История города
Осгилиат был основан Анарионом и Исильдуром, сыновьями Элендила Высокого и был расположен на берегах реки Андуин. Город был удалён от крепости Минас Тирит на пятнадцать лиг. Анарион и Исильдур правили Гондором, а Элендил - Арнором, а троны их стояли рядом в стенах Осгилиата. Главным зданием Осгилиата был Звёздный Купол, где хранился палантир Гондора - "видящий камень", один из нескольких бесценных артефактов, созданных Феанором. 
В годы Распри Родичей Осгилиат сильно пострадал от пожаров. Тогда же был потерян главный палантир Гондора, который хранился в Звёздном Куполе. Затем ещё не оправившийся от гражданской войны Осгилиат был поражён Великой Чумой в 1636 году Третьей Эпохи, и город был покинут жителями. Столицу перенесли в Минас Анор. В Осгилиате же стоял гарнизон, оборонявший брод через Андуин.
В годы Войны Кольца крепость несколько раз переходила из рук в руки и была почти полностью разрушена. Именно туда пришёлся первый удар в Войне Кольца; весной 3019 года Т. Э. по наведённой через руины Осгилиата переправе на Минас Тирит прошли войска Мордора под командованием Короля-чародея. Отстроили ли её заново в Четвертую эпоху, неизвестно.

## Концепция и создание
Исследователи сравнивают Осгилиат с Никомедией — восточной столицей Римской империи в 286—330 годы, которая в 358 году была разрушена землетрясением и пришла в упадок. Никея, расположенная рядом с Константинополем, также могла повлиять на концепцию города.